# 2019年熊本市議会議員選挙
2019年熊本市議会議員選挙（2019ねんくまもとしぎかいぎいんせんきょ）は、熊本市の議決機関である熊本市議会を構成する議員を全面改選するために行われる選挙で、第19回統一地方選挙の前半戦投票日である4月7日に投票が行われた。

## 概要
市議会議員の任期4年が満了したことに伴って実施された。5選挙区48議席に対して62名が立候補した。

## 基礎データ
- 選挙事由：任期満了
- 告示日：2019年3月29日
- 投票日：2019年4月7日
- 議員定数：51人
- 選挙区：8選挙区
- 候補者数：70人

## 当選した議員
自民党 
 共産党   公明党   立憲民主党 
 無所属 
| 中央区 | 大石浩文   | 高本一臣   | 上野美恵子    | 紫垣正仁 | 三森至加 |
| 中央区 | 高瀬千鶴子 | 原亨       | 村上博        | 田尻善裕 | 上田芳裕 |
| 中央区 | 山本浩之   |            |               |          |          |
| 東区   | 満永寿博   | 光永邦保   | 吉田健一      | 那須円   | 斉藤博   |
| 東区   | 井本正広   | 田上辰也   | 三島良之      | 倉重徹   | 山内勝志 |
| 東区   | 藤山英美   | 日隈忍     | 緒方夕佳      |          |          |
| 西区   | 古川智子   | 津田征士郎 | 藤永弘        | 北川哉   | 島津哲也 |
| 西区   | 落水清弘   |            |               |          |          |
| 南区   | 田中誠一   | 浜田大介   | 澤田昌作      | 平江透   | 西岡誠也 |
| 南区   | 寺本義勝   | 白河部貞志 | 大島澄雄      |          |          |
| 北区   | 坂田誠二   | 原口亮志   | 小佐井 賀瑞宜 | 園川良二 | 福永洋一 |
| 北区   | 田中敦朗   | 荒川慎太郎 | 吉村健治      | 伊藤和仁 | 田島幸治 |